# Catherine Royaume

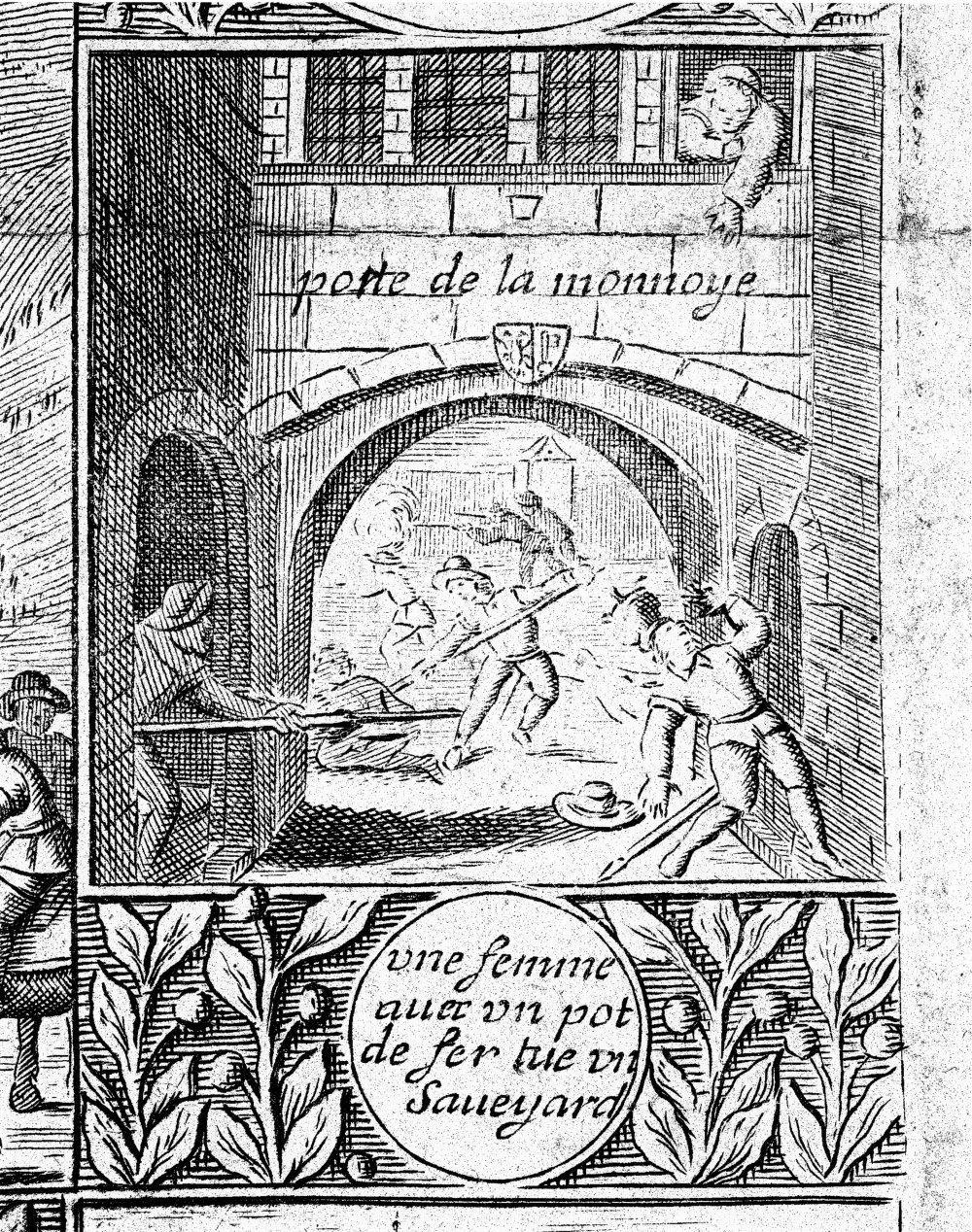
« Une femme avec un pot de fer tue un Savoyard »; détail d'une gravure sur cuivre de François Diodati, aux environs de 1667.

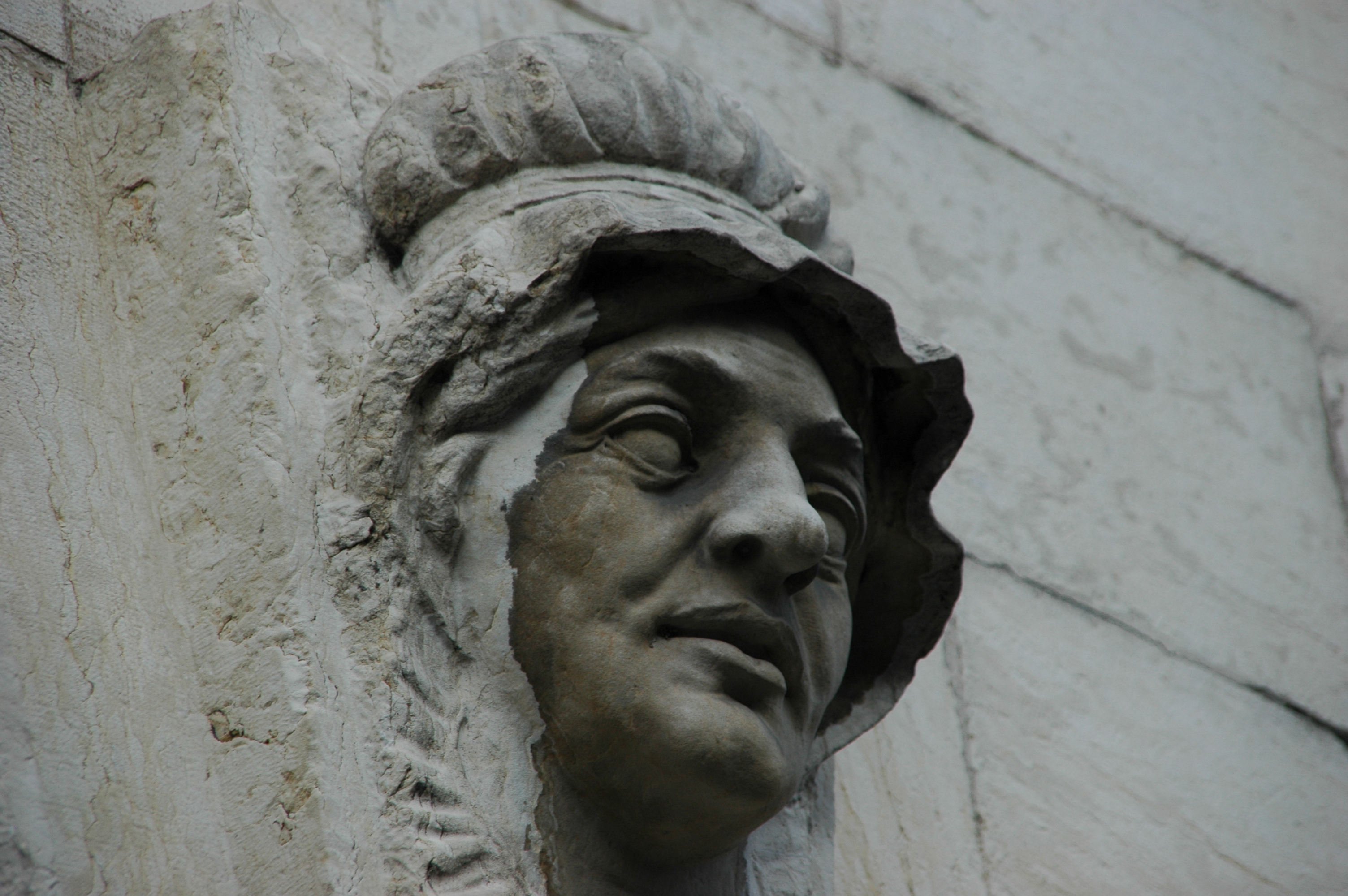
Cette sculpture visible sur le portail d'un immeuble proche du Grand Théâtre de Genève est parfois présenté comme celui de la Mère Royaume. Il s'agit en réalité de Dame Piaget.

Catherine Royaume, née Cheynel ou Cheynet ou encore Cheyney, dite la mère Royaume ou Dame Royaume, née vers 1542 à Lyon et morte  entre 1603 et 1605 à Genève est une figure historique genevoise. D'après la légende, elle aurait participé héroïquement à l'épisode de l'Escalade.

## Biographie
Née à Lyon entre 1540 et 1545, fille de Claude Cheyney, elle épouse d'abord un maître d'armes, Jehan Esmyon, puis, devenue veuve, épouse le 12 avril 1564 à Lyon, Pierre Royaume, fils de Mathieu Reaulme, un potier d'étain. Les Royaume quittent Lyon pour fuir les persécutions contre les huguenots et s'installent à Genève en septembre 1572.
Une fois exilé à Genève, Pierre devient graveur de monnaie et de ce fait, le couple réside près de la porte de la Monnaie. Le 15 septembre, Pierre Royaume est admis comme habitant de Genève, trois semaines après le massacre de la Saint-Barthélemy (24 août 1572) qui eut des répercussions à Lyon. La bourgeoisie genevoise est accordée aux Royaume le 17 janvier 1598.
Les Royaume ont 14 enfants dont plusieurs meurent en bas âge.

## Participation à l'Escalade
La légende veut que Dame Royaume faisait mijoter une soupe aux légumes dans la nuit du 11 au 12 décembre 1602. Or c'est cette nuit-là que choisissent les Savoyards pour se lancer à l'assaut de Genève. Dame Royaume se serait saisie de la marmite de soupe et l'aurait lancée de sa fenêtre sur la tête d'un soldat savoyard. C'est ce geste qui l'a rendue célèbre et qui a donné naissance, plusieurs centaines d'années après, à la tradition de la marmite en chocolat, garnie de légumes en massepain.
Il est évident que, si la Mère Royaume est l'une des seules femmes à être restée dans la légende de l'Escalade, elle ne fut pas la seule cette nuit-là à lancer depuis sa fenêtre des objets sur les assaillants savoyards. Tables, chaises et autre meubles devaient en effet allègrement voler dans les rues de la ville. On citera aussi Dame Piaget qui jeta sa clef aux défenseurs de la ville.
Si le rôle qu'elle a joué est aujourd'hui contesté, il n'en demeure pas moins qu'elle reste le symbole de la résistance et de l'héroïsme des Genevois durant la nuit qui vit mourir 18 des leurs. En jetant sa marmite sur la tête d'un assaillant, elle est entrée dans la légende en devenant l'héroïne populaire des Genevois, une figure de leur histoire et le symbole de leur patriotisme.
La descendance du couple Royaume se monte à 1 951 personnes dont plus de 1000 seraient encore vivantes en 2009. Le patronyme a disparu en 1722 avec le décès de Madeleine Royaume, mais les branches de Pierre, d'Etienna et de Jeanne Royaume se poursuivent jusqu'à nos jours.

## Postérité

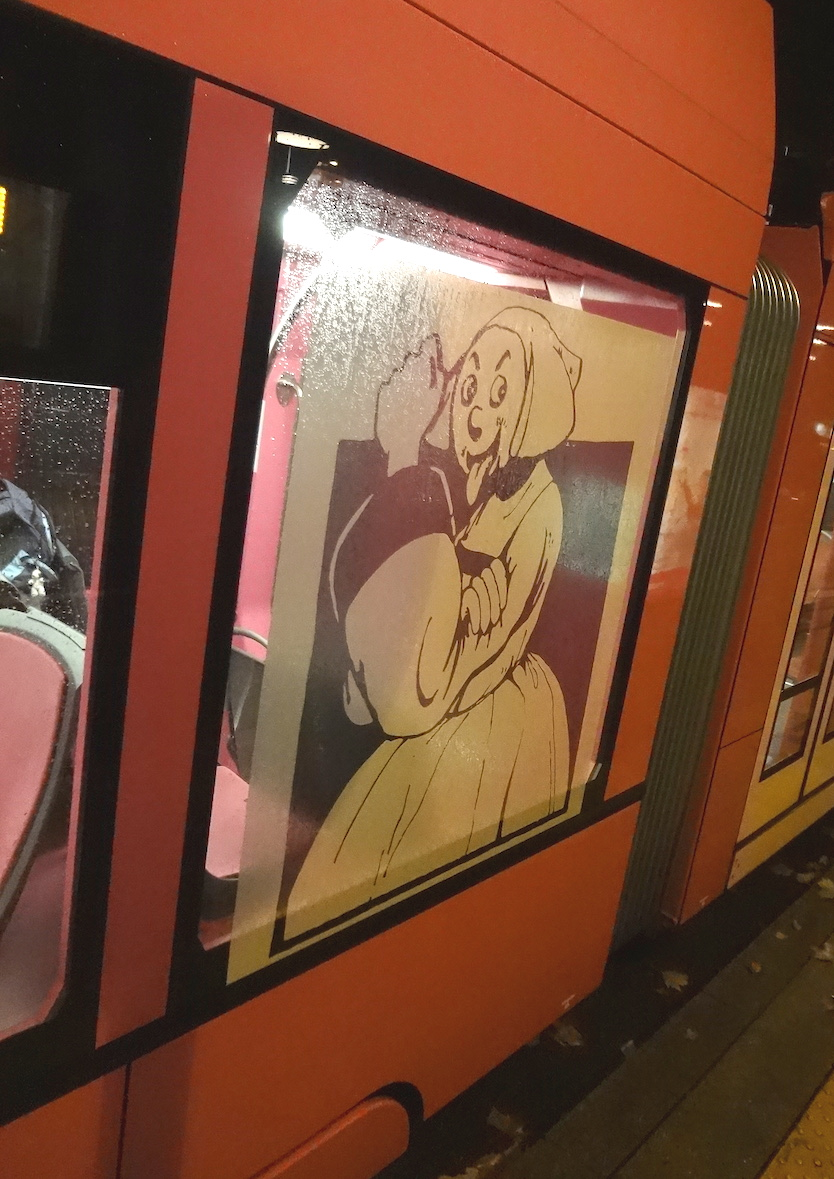
Caricature de la Mère Royaume sur le tram « Monochrome Rose », faisant référence à la célèbre affiche We Can Do It!.

Depuis 1936, l'ancienne rue de la Paix, à Genève, porte le nom de la famille de son mari, la rue Royaume.
En 2017, dans le cadre du festival « Les Créatives », le collectif féminin « Les Indociles » crée une exposition sur le tram « Monochrome Rose », dont la reproduction d’une caricature de la Mère Royaume tirée d’affiches du MLF genevois des années 1970 et 1980.